# حكايات كليركنويل (رواية)
حكايات كليركنويل (بالإنجليزية: The Clerkenwell Tales)‏ هي رواية للكاتب الإنجليزي بيتر أكرويد، نشرت عام 2003، لأول مرة عن دار نشر تشاتو آند ويندوس. 